# Храм Казанской иконы Божией Матери (Борколабово)

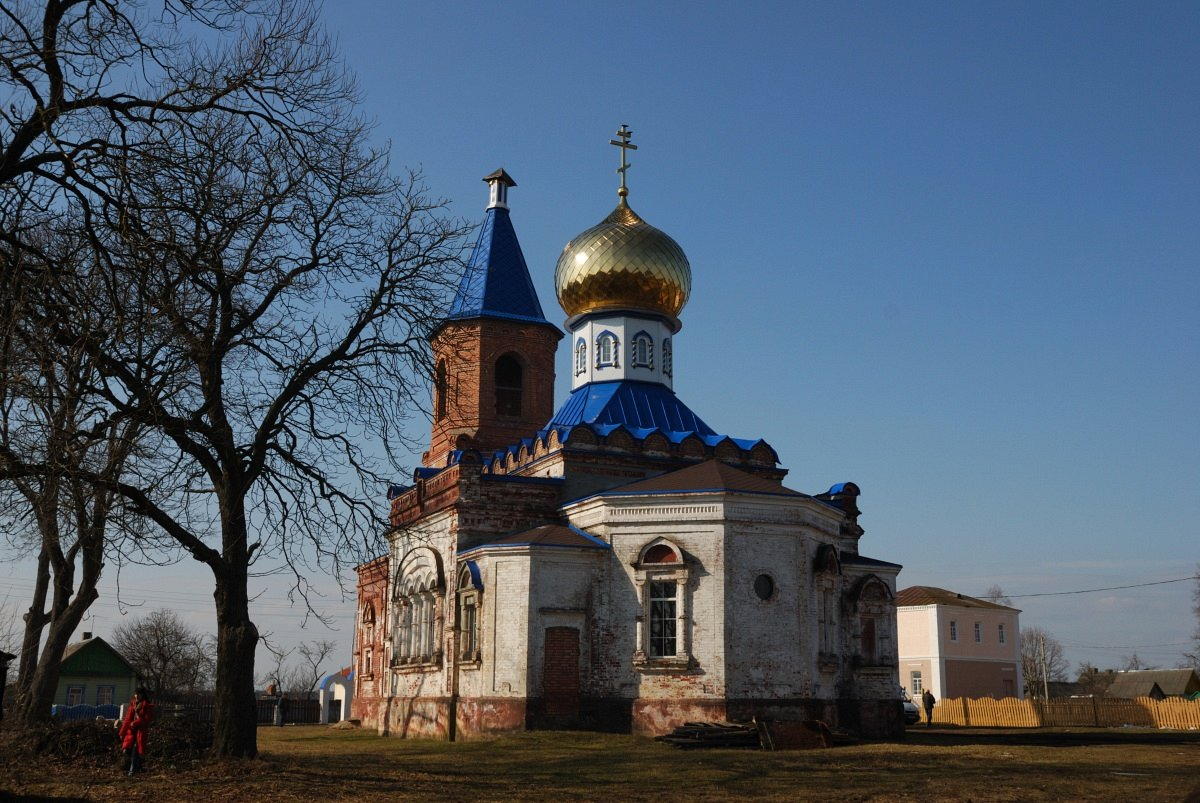
Храм Казанской иконы Божией Матери

Храм Казанской иконы Божией Матери — православный храм, расположенный в агрогородке Борколабово, на его главной улице — ул. Денисова, д. 10.

## История
Кирпичный храм, представляющий собой памятник русского стиля, был возведён в 1904 году. По данным 1993 года, значилась бывшим храмом. На данный момент престолов в храме не имеется.

## Архитектура
Для архитектуры храма характерна продольно-осевая объёмная многоплановая композиция. Она сформирована притвором, трапезной, молитвенным залом с боковыми приделами и пятигранная апсида с трёхгранными ризницами. В качестве покрытия для различных частей композиции использованы отдельные покатые двухскатные крыши, в то время как первоначальное покрытие не сохранилось. Для оформления входа использован рундук на четырёх столбах-«дыньках», через которые перекинуты лучковые арки. Исследователи отмечают насыщенность и богатую отделку неоштукатуренных фасадов архитектурной пластикой. Так, упоминаются карнизы с сухариками, наличники с кокошниками, парные (двойные) колонки, зубчатые и поребриковые фризы и прочее. Для освещения использованы оконные проёмы разнообразных форм, прорезанные в фасадах. В интерьере в качестве перекрытия были применены плоские подшивные потолки.

## Комментарии
1. ↑  В описании Т. В. Габрусь композиция представлена как состоящая из пятигранной апсиды с симметричными ризницами по сторонам, основного объёма, который поставлен поперёк, более низкого дополнительного объёма и бабинца. См.: Габрусь Т. В. Царква Казанскай Маці Боскай // Збор помнікаў гісторыі і культуры Беларусі. Магілёўская вобласць. — Минск: БелСЭ, 1986. — С. 134. — 408 с. — 5500 экз.